# Vogue (revista)
Vogue é uma revista americana mensal de moda e estilo de vida que cobre muitos tópicos, incluindo moda, beleza, cultura, estilo de vida e passarela. Com sede na cidade de Nova York, começou como um jornal semanal em 1892, antes de se tornar uma revista mensal anos depois.
A Vogue britânica, lançada em 1916, foi a primeira edição internacional, enquanto a versão italiana Vogue Italia foi considerada a melhor revista de moda do mundo. Hoje, são 26 edições internacionais.

Capa da Vogue americana.

## História

### Anos 1890- 1979
Vogue foi lançada em 1892 na cidade de Nova York, idealizada por Arthur Baldwin Turnure e Harry McVickar, como um pequeno folhetim de moda, com aproximadamente 30 páginas, destinado às mulheres da alta sociedade nova-iorquina no final do século XIX. Nesta época, poucos vaticinariam tão grande sucesso e uma vida tão longa a uma publicação semanal que tinha como tema a moda, a vida mundana e o design. A popularização da moda aconteceu com o seu lançamento, tendo em seus primeiros números personalidades como Gertrude Vanderbilt Whitney vestindo suas próprias roupas. O primeiro editor-chefe da revista foi Josephine Redding, que ficou no cargo até 1901. Devido ao aumento do conteúdo a revista se tornou uma publicação quinzenal em 1902.
A história da Vogue começou a mudar em 1909, quando foi adquirida pelo grupo Condé Nast Publications, que de um modo visionário, tornou a revista o ponto de partida de um império editorial internacional. A primeira edição sob o comando do novo proprietário foi lançada no dia 24 de junho, e mostrava, entre outras coisas, os vestidos usados pelas mulheres mais ricas dos Estados Unidos. A publicação, além de se tornar mensal, teve seu conteúdo reformulado para torná-la mais atraente, e transformou a moda em “objeto de desejo” e “sonho de consumo” para as mulheres. Condé Nast transformou a publicação, até então um pequeno semanário, em uma das revistas de moda mais influentes do século XX. A edição britânica da revista foi lançada em 15 de setembro de 1916, sendo a primeira fora dos Estados Unidos. Pouco depois, foi lançada a edição francesa, no dia 15 de junho de 1920, uma das mais importantes pelo sucesso internacional. 
A revista começaria a ganhar status de “Bíblia da Moda” na década de 1960 quando Diana Vreeland tornou-se editora-chefe da publicação, a partir de então a revista começou a ter um apelo mais jovem, focada na revolução sexual da época, abordando mais a moda contemporânea, além de editorias que discutiam a sexualidade. Somente sob o comando de Vreeland a revista conseguiu ultrapassar sua principal concorrente a Harper's Bazaar, considerada até então a maior publicação de moda do planeta. Em outubro de 1964 foi lançada a edição italiana da Vogue. Em março de 1966 Donyale Luna tornou-se a primeira modelo negra a aparecer na capa da Vogue, na edição inglesa. Na década seguinte, sob o comando de Grace Mirabella, que assumiu o cargo de editora-chefe em 1971, a revista passou a apostar em editorias mais extensos e elaborados, adotando um estilo diferente para atender as mudanças de seu público alvo. Foi nesta década, em 1975, que a Vogue lançou sua edição brasileira.

### Anos 1980-presente
A partir de 1988 Anna Wintour assumiu o cargo de editora-chefe e transformou radicalmente a publicação. Sob seu comando, vários estilistas, até então desconhecidos, e modelos novatas, viraram celebridades quase que do dia para a noite. Ela também foi responsável pelo lançamento de vários novos produtos segmentados, como a versão online, que foi ao ar pela primeira vez em 1996; Teen Vogue, uma revista voltada para jovens, que tinha como foco a moda e celebridades, mas também oferecendo informação sobre diversão e atualidades, lançada em março de 2003. Outros títulos como Men’s Vogue, voltada para o público masculino, Vogue Living, lançada em 2006, destinada a design e decoração de casas, além de outros suplementos especias como Vogue Passarelas, Vogue Noiva e Vogue Jóias chegaram a ser lançados, mas foram posteriormente extintos devido aos altos custos e à baixa vendagem.

## Edições
Atualmente, existem vinte e duas diferentes edições da Vogue no mundo; Alemanha, Austrália, China, Espanha, França, Itália, Rússia, Japão, Arábia, Coreia do Sul, México, Reino Unido, Taiwan, Brasil , Estados Unidos, Polonia, Portugal, Índia, Turquia, Holanda, Ucrânia e Tailândia além de ser vendida em mais de 90 outros países. Somadas as vendagens da suas 21 edições a publicação tem uma circulação mensal mundial estimada em 2 milhões de exemplares.  
| Edição               | Lançamento | Cidade Sede | Editora                  | Entrada | Saída    |
| Vogue EUA            | 1892       | Nova York   | Josephine Redding        | 1892    | 1901     |
| Vogue EUA            | 1892       | Nova York   | Marie Harrison           | 1901    | 1914     |
| Vogue EUA            | 1892       | Nova York   | Edna Woolman Chase       | 1914    | 1951     |
| Vogue EUA            | 1892       | Nova York   | Jessica Daves            | 1952    | 1963     |
| Vogue EUA            | 1892       | Nova York   | Diana Vreeland           | 1963    | 1971     |
| Vogue EUA            | 1892       | Nova York   | Grace Mirabella          | 1971    | 1988     |
| Vogue EUA            | 1892       | Nova York   | Anna Wintour             | 1988    | presente |
| Vogue Reino Unido    | 1916       | Londres     | Elspeth Champcommunal    | 1916    | 1922     |
| Vogue Reino Unido    | 1916       | Londres     | Dorothy Todd             | 1923    | 1926     |
| Vogue Reino Unido    | 1916       | Londres     | Alison Settle            | 1926    | 1934     |
| Vogue Reino Unido    | 1916       | Londres     | Elizabeth Penrose        | 1934    | 1940     |
| Vogue Reino Unido    | 1916       | Londres     | Audrey Withers           | 1940    | 1961     |
| Vogue Reino Unido    | 1916       | Londres     | Ailsa Garland            | 1961    | 1965     |
| Vogue Reino Unido    | 1916       | Londres     | Beatrix Miller           | 1965    | 1984     |
| Vogue Reino Unido    | 1916       | Londres     | Anna Wintour             | 1985    | 1987     |
| Vogue Reino Unido    | 1916       | Londres     | Liz Tilberis             | 1988    | 1992     |
| Vogue Reino Unido    | 1916       | Londres     | Alexandra Shulman        | 1992    | 2017     |
| Vogue Reino Unido    | 1916       | Londres     | Edward Enninful          | 2017    | presente |
| Vogue França         | 1920       | Paris       | Cosette Vogel            | 1920    | 1927     |
| Vogue França         | 1920       | Paris       | Main Bocher              | 1927    | 1929     |
| Vogue França         | 1920       | Paris       | Michel de Brunhoff       | 1929    | 1954     |
| Vogue França         | 1920       | Paris       | Edmonde Charles-Roux     | 1954    | 1966     |
| Vogue França         | 1920       | Paris       | Fransçoise de Langlade   | 1966    | 1968     |
| Vogue França         | 1920       | Paris       | Francine Crescent        | 1968    | 1987     |
| Vogue França         | 1920       | Paris       | Colombe Pringle          | 1987    | 1994     |
| Vogue França         | 1920       | Paris       | Joan Juliet Buck         | 1994    | 2001     |
| Vogue França         | 1920       | Paris       | Carine Roitfeld          | 2001    | 2010     |
| Vogue França         | 1920       | Paris       | Emmanuelle Alt           | 2011    | presente |
| Vogue Austrália      | 1959       | Sydney      | Rosemary Cooper          | 1959    | 1968     |
| Vogue Austrália      | 1959       | Sydney      | Sheila Scotter           | 1968    | 1979     |
| Vogue Austrália      | 1959       | Sydney      | June McCallum            | 1979    | 1986     |
| Vogue Austrália      | 1959       | Sydney      | Nancy Pilcher            | 1986    | 1996     |
| Vogue Austrália      | 1959       | Sydney      | Marion Hume              | 1997    | 1998     |
| Vogue Austrália      | 1959       | Sydney      | Juliet Ashworth          | 1998    | 1999     |
| Vogue Austrália      | 1959       | Sydney      | Kirstie Clements         | 1999    | 2012     |
| Vogue Austrália      | 1959       | Sydney      | Edwina McCann            | 2012    | presente |
| Vogue Itália         | 1964       | Milão       | Consuelo Crespi          | 1964    | 1966     |
| Vogue Itália         | 1964       | Milão       | Franco Sartori           | 1966    | 1988     |
| Vogue Itália         | 1964       | Milão       | Franca Sozzani           | 1988    | 2016     |
| Vogue Itália         | 1964       | Milão       | Emanuele Farneti         | 2017    | presente |
| Vogue Brasil         | 1975       | São Paulo   | Luis Carta               | 1975    | 1986     |
| Vogue Brasil         | 1975       | São Paulo   | Andrea Carta             | 1986    | 2003     |
| Vogue Brasil         | 1975       | São Paulo   | Patricia Carta           | 2003    | 2010     |
| Vogue Brasil         | 1975       | São Paulo   | Daniela Falcão           | 2010    | 2016     |
| Vogue Brasil         | 1975       | São Paulo   | Silvia Rogar             | 2016    | 2018     |
| Vogue Brasil         | 1975       | São Paulo   | Paula Merlo              | 2018    | presente |
| Vogue Alemanha       | 1979       | Munique     | Christiane Arp           | 1979    | presente |
| Vogue Espanha        | 1988       | Madrid      | Luis Carta               | 1988    | 1994     |
| Vogue Espanha        | 1988       | Madrid      | Yolanda Sacristán        | 1994    | 2017     |
| Vogue Espanha        | 1988       | Madrid      | Eugenia de la Torriente  | 2017    | presente |
| Vogue Taiwan         | 1996       | Hong Kong   | Rosalie Huang            | 1996    | presente |
| Vogue Coreia         | 1996       | Seul        | Myung Hee Lee            | 1996    | presente |
| Vogue Rússia         | 1998       | Moscou      | Aliona Doletskaya        | 1998    | 2010     |
| Vogue Rússia         | 1998       | Moscou      | Victoria Davydova        | 2010    | presente |
| Vogue Japão          | 1999       | Tóquio      | Hiromi Sogo              | 1999    | 2001     |
| Vogue Japão          | 1999       | Tóquio      | Mitsuko Watanabe         | 2001    | 2006     |
|                      |            |             | Anna Dello Russo         | 2006    | presente |
| Vogue América Latina | 1999       | México      | Eva Hughes               | 1999    | 2008     |
| Vogue América Latina | 1999       | México      | Kelly Talamas            | 2008    | 2016     |
| Vogue América Latina | 1999       | México      | Karla Martinez           | 2016    | presente |
| Vogue Portugal       | 2002       | Lisboa      | Paula Mateus             | 2002    | 2017     |
| Vogue Portugal       | 2002       | Lisboa      | Sofia Lucas              | 2017    | presente |
| Vogue China          | 2005       | Pequim      | Angelica Cheung          | 2005    | presente |
| Vogue India          | 2007       | Mumbai      | Priya Tanna              | 2007    | presente |
| Vogue Turquia        | 2010       | Istambul    | Seda Domaniç             | 2010    | presente |
| Vogue Holanda        | 2012       | Amesterdam  | Karin Swerink            | 2012    | presente |
| Vogue Tailândia      | 2013       | Banguecoque | Kullawit Laosuksri       | 2013    | presente |
| Vogue Ucrânia        | 2013       | Kiev        | Masha Tsukanova          | 2013    | presente |
| Vogue Arábia         | 2017       | Dubai       | Deena Aljuhani Abdulaziz | 2017    | 2017     |
| Vogue Arábia         | 2017       | Dubai       | Manuel Arnaut            | 2017    | presente |
| Vogue Polônia        | 2018       | Varsóvia    | Filip Niedenthal         | 2018    | presente |

## Vogue Brasil
A primeira edição brasileira da revista foi publicada em maio de 1975 sendo também a primeira edição na América Latina. Publicada pelo grupo Carta Editorial seu primeiro editor foi Luiz Carta que dirigiu a publicação de maio de 1975 até agosto de 1986 quando deixou a revista para dirigir, a convite da Editora Conde Nast, a versão espanhola da Vogue lançada em 1988. Em setembro de 1986, após a saída de Luiz, seu filho Andrea Carta assumiu a publicação, sendo o mais longevo editor da revista ficando por 17 anos a frente da publicação, de setembro de 1986 até outubro de 2003 quando faleceu. 
Após a morte do irmão, Patrícia Carta assumiu a editoria chefe onde ficou de novembro de 2003 até outubro de 2010. Durante a gestão de Patrícia diversas mudanças foram implementadas entre elas a criação de diversas publicações derivadas do título principal como a RG Vogue destinada ao mundo das celebridades extinta em 2014. Também foram reeditadas as versões nacionais Homem Vogue (Men’s Vogue), Casa Vogue (Vogue Living), além da Teen Vogue e a Vogue Kids e os suplementos especiais Vogue Noivas, Vogue Passarelas e Vogue Jóias. Todas elas foram criadas por Luis Carta no início da publicação de Vogue no Brasil.
A partir de novembro de 2010 a edição brasileira passou a ser controlada pela Edições Globo Condé Nast após mais de 35 anos sobre a direção do Grupo Carta. A editora é fruto de uma joint venture do grupo norte-americano Condé Nast, proprietária da marca Vogue, com o grupo brasileiro Globo, desde então a editora tornou-se responsável pela publicação dos títulos da Condé Nast no Brasil. A editora brasileira detém 70% do capital e a empresa norte-americana os 30% restantes. Com as mudanças uma nova diretoria foi nomeada, Daniela Falcão, até então redatora-chefe da revista,  tornou-se a diretora da publicação. 
A empresa passou a gerir os títulos Vogue no país – que incluem, além da Vogue, as revistas Casa Vogue, Vogue Noivas e Vogue Passarelas, Vogue Kids, Teen Vogue e Homem Vogue e realizou mudanças nesses títulos. Com a chegada da edição brasileira da revista  GQ, voltada para o público masculino, lançada em abril de 2011, a editora resolver extinguir a revista Homem Vogue. Vogue Kids, Vogue Noiva e Vogue Passarelas tornaram-se suplementos especiais editados esporadicamente. Teen Vogue Brasil fora extinta, para dar lugar a versão nacional da revista Glamour lançada em abril de 2012. Além das revistas, a joint venture começou desenvolver negócios no mercado digital brasileiro, com base nas marcas que detém. Em abril de 2016 Daniela Falcão deixou o cargo de editora-chefe da revista para assumir o cargo de diretora geral da Globo Condé Nast, seu lugar foi assumido pela redatora-chefe da revista Silvia Rogar que foi nomeada nova diretora da publicação cargo que permaneceu até outubro de 2018 quando foi substituída pela ex-editora-chefe da Glamour Brasil Paula Merlo.

## Premiações
| Ano  | Organização  | Recipiente(s) | Categoria               | Resultado |
| ---- | ------------ | ------------- | ----------------------- | --------- |
| 2022 | Prêmio iBest | Casa Vogue    | Decoração e Organização | Venceu    |
| 2022 | Prêmio iBest | Vogue         | Moda                    | Venceu    |